# Amazing Grace
Amazing Grace è un inno cristiano protestante in lingua inglese composto per la parte scritta da John Newton nel 1772 e pubblicato nel 1779.
Tra le più popolari canzoni della storia, Amazing Grace è una delle canzoni più registrate di sempre. Il brano gode di ampia notorietà soprattutto negli Stati Uniti, dove viene spesso utilizzato sia in occasione di eventi religiosi sia in situazioni più mondane; il pezzo è anche molto eseguito durante il periodo natalizio
Il brano racconta la storia della conversione del suo autore, John Newton, che quando si professava ateo era un commerciante di schiavi.
La sua origine storica è raccontata nell'omonimo film diretto nel 2006 da Michael Apted.
La canzone è stata incisa innumerevoli volte da artisti di fama mondiale tra i quali Elvis Presley, Johnny Cash, Pat Boone, Ray Charles, Garth Brooks, Andrea Bocelli e molti altri.

## Origine

### Significato del testo e melodia
Il titolo, che significa "grazia incredibile", fa riferimento a diversi passi biblici:
(San Paolo, Lettera agli Efesini 2,8-9)
La melodia è forse di derivazione irlandese e comparve per la prima volta tra i canti popolari d'America in una raccolta intitolata Virginia Harmony di Carrell e Clayton (1831).
L'autore è John Newton, ex capitano di navi negriere, e può considerarsi un inno di ringraziamento a Dio per la grazia della sua conversione, tanto più "sorprendente", quanto più infima era la sua professione. Il percorso che portò l'autore alla riscoperta del cristianesimo fu lungo e tormentato: orfano di madre a sei anni, all'età di undici anni decise di seguire le orme del padre marinaio abbandonando gli studi classici intrapresi. Trascorse l'adolescenza nella Marina Britannica, non senza problemi perché venne messo ai ferri per motivi disciplinari e successivamente fu venduto a un colono della Sierra Leone. In seguito a questi eventi perse la fede giungendo a fare professione di ateismo e ad assumere volutamente comportamenti empi e irriverenti. Riuscì ad evitare un destino di schiavitù arruolandosi come marinaio semplice su un'imbarcazione, e riuscì in seguito a fare carriera diventando capitano di imbarcazioni negriere intorno alla metà del Settecento.
Nelle sue memorie lascia un ricordo di quel periodo, che doveva segnare profondamente la sua coscienza, e del disagio che lo condurrà infine all'abbandono di quella professione e alla conversione religiosa:
Sposatosi con Mary Catlett, della quale era realmente innamorato, si riavvicinò gradualmente alla fede, iniziando a dedicare alla preghiera un'ora ogni sera e obbligando anche i suoi marinai, la domenica, a pregare insieme. Probabilmente fu la lettura dell'Imitazione di Cristo, testo spirituale medievale forse opera del monaco Tommaso da Kempis, a risvegliare in lui il desiderio di riavvicinarsi alla fede, ma sicuramente ebbe influenza anche il fatto di essere scampato a morte quasi certa durante una terribile tempesta. Da quel momento iniziò a crescere in lui il disagio per l'attività che conduceva, e per quanto inizialmente tentasse di conciliarla con la ritrovata fede cristiana, adoperandosi per rendere più umane le condizioni degli schiavi trasportati, si rese infine pienamente conto dell'impossibilità di farlo, e decise di abbandonare il lavoro sulle navi che operavano la tratta. Il cambio di occupazione lo portò a diventare ispettore delle navi al porto di Liverpool. Tuttavia la maturazione della conversione avvenuta a bordo delle navi negriere lo portò ad una ricerca spirituale sempre più profonda che culminò nella vocazione religiosa. Incontrò diverse difficoltà nel realizzare questo desiderio, a causa della mancanza di un titolo di studio adeguato, tuttavia grazie all'intercessione di un amico influente riuscì infine a diventare pastore della parrocchia di Olney, dove si guadagnò presto l'affetto e la stima dei parrocchiani per i suoi modi franchi e decisi.
S'impegnò nella stesura di testi abolizionisti (come i Pensieri sulla tratta degli schiavi africani, 1788) dove contrastava le teorie degli schiavisti, e scrisse inoltre degli inni notevoli contenuti in Olney Hymns. Dopo aver servito per 17 anni la parrocchia di Olney, gli venne affidata la chiesa di St. Mary Woolnoth a Londra, dove rimase altri 26 anni e dove poi morirà. Fino all'ultimo, malgrado problemi di salute che lo ridussero quasi cieco e la memoria che cominciava ad abbandonarlo, volle continuare a testimoniare la propria conversione, considerata una strabiliante manifestazione della grazia di Dio, per indicare che, se aveva toccato lui, nessun peccatore ne era escluso, qualunque fossero i suoi peccati. Diceva infatti: «Come potrebbe un vecchio persecutore dell'Africa smettere di parlare fino a che può farlo?». E ancora, durante un sermone:
«La mia memoria è quasi del tutto svanita, ma ricordo due cose: che io sono un grande peccatore e che Cristo è un grande salvatore».
Morì nel 1807, esattamente l'anno che vide l'abolizione della tratta degli schiavi in tutti i domini inglesi. Sulla sua lapide sono incise, per sua volontà, le parole pronunciate poco prima di morire:

## Testo

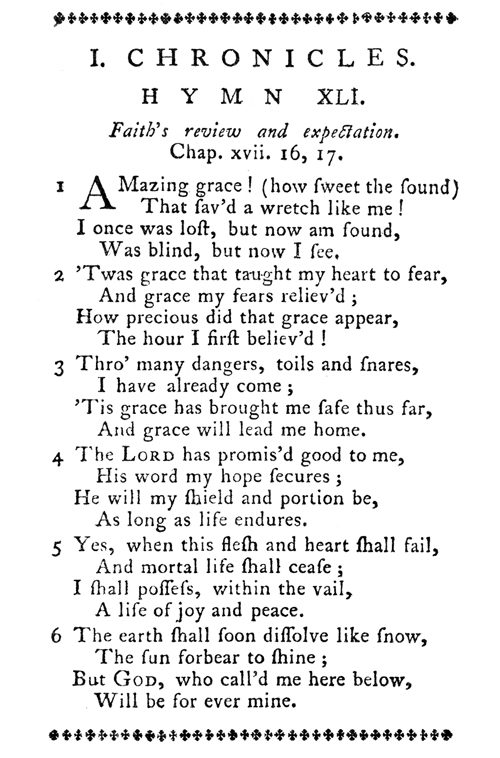
Testo in lingua originale del brano

Una sesta strofa, talvolta messa come quinta, è presente in alcune versioni:
The sun forbear to shine;

But God, who call'd me here below,

il sole smetterà di splendere;

ma Dio, che mi ha chiamato quaggiù,

sarà per sempre mio.»
Vi è una strofa finale alternativa, non presente nell'originale di John Newton e tramandatasi oralmente per un cinquantennio; fu riportata da Harriet Beecher Stowe nel romanzo La capanna dello zio Tom. È spesso inserita come strofa di chiusura già dopo la quarta.
Bright shining as the sun,

We've no less days to sing God's praise

splendenti come il sole,

non avremo meno giorni per cantare la lode di Dio

di quando avevamo iniziato.»